# Ambasciata di Svizzera in Canada
L'ambasciata di Svizzera in Canada è la missione diplomatica della Confederazione Elvetica che cura i rapporti, anche per conto del Principato del Liechtenstein, con il Canada.
L'ambasciata è accreditata inoltre presso le Bahamas.
La sede è a Ottawa, al numero 5 di Marlborough Avenue.

## Altre sedi diplomatiche dipendenti
Oltre l'ambasciata a Ottawa, esiste una rete consolare svizzera in Canada, dipendente dai Consolati Generali di Montréal e Vancouver:
| Tipologia          | Sede              | Zona di competenza |
| ------------------ | ----------------- | --- |
| Consolato Generale | Montréal          | Québec, Isola del Principe Edoardo, Manitoba, Nuovo Brunswick, Nuova Scozia, Ontario, Terranova e Labrador, Nunavut. È inoltre competente per le Bahamas. |
| Consolato onorario | Halifax           | Nuova Scozia |
| Consolato onorario | Québec            | Città di Québec |
| Consolato onorario | Toronto           | Città di Toronto |
| Consolato onorario | Winnipeg          | Manitoba |
| Consolato onorario | Nassau ( Bahamas) | Bahamas |
| Consolato generale | Vancouver         | Alberta, Columbia Britannica e Saskatchewan, Territori del Nord-Ovest e Yukon                                                                             |
| Consolato onorario | Calgary           | Alberta |